# ロベルト・エラディオ・フェルナンデス・ロア
ロベルト・エラディオ・フェルナンデス・ロア（スペイン語: Roberto Eladio Fernández Roa、1954年7月9日 - ）は、パラグアイの元サッカー選手。元パラグアイ代表。ポジションはGK。
セーブの際に体が非常によく伸びた事からエル・ガト（El Gato、「猫」の意）の愛称で呼ばれた。

## クラブ歴
17歳の時にクルブ・リーベル・プレートでプロ選手となった。1976年にバレンシアCFに、同年RCDエスパニョールに移籍。
1978年にパラグアイに復帰しセロ・ポルテーニョに加入。1984年にデポルティーボ・カリに移籍した。
1988年にクラブ・リベルタに加入。1989年にセロ・ポルテーニョに復帰。
1991年にSCインテルナシオナル、1994年にSEパルメイラスに移籍した。
1995年にセロ・ポルテーニョに再び復帰し引退した。

## 代表歴
1976年3月10日に行われたコパ・デル・アトランティコのウルグアイ代表戦でA代表初出場。1979年にはコパ・アメリカ1979で優勝した。1986 FIFAワールドカップでは4試合全てに出場し、メキシコのウーゴ・サンチェスのペナルティキックを止めて試合を1-1の引分に持ち込んだ。
代表では正ゴールキーパーを長く務め、彼のライバルとなったのはエベル・ウーゴ・アルメイダ・アルマダのみであった。しかし1989年に差し掛かるとホセ・ルイス・チラベルトが台頭したため、控えに回った。

## 選手引退後
引退後はプロになったリーベル・プレートでスポーツディレクターを務めた。

## 家族
息子のロベルト・フニオール・フェルナンデス・トーレスもパラグアイ代表のサッカー選手。